# Tarrinluoto
Tarrinluoto är en ö i Finland. Den ligger i sjön Haukivesi i kommunen Nyslott i  den ligger i landskapet Södra Savolax, i den sydöstra delen av landet, 290 km nordost om huvudstaden Helsingfors. Öns största längd är 20 meter i sydväst-nordöstlig riktning.